# Сичик-горобець рудобокий
Си́чик-горобе́ць рудобокий (Glaucidium tephronotum) — вид совоподібних птахів родини совових (Strigidae). Мешкає в Західній і Центральній Африці.

## Опис
Довжина птаха становить 14-18 см, розмах крил 35 см. Голова і шия світло-сірі, спина і крила попелясто-коричневі. Лицевий диск світло-сірий з білуватими плямками, над очима короткі білі "брови". Хвіст довгий з трьома світлими смугами, верхня частина грудей і боки мають рудувато-коричневий відтінок, решта нижньої частини тіла білувата, живіт з боків поцяткований рудими смугами. Очі і дзьоб жовті. Крик — серія з 20 високих посвистів.

## Підвиди
Виділяють три підвиди:
- G. t. tephronotum Sharpe, 1875 — від Сьєрра-Леоне до Гани;
- G. t. pycrafti Bates, GL, 1911 — Камерун;
- G. t. medje Chapin, 1932 — від Габону і ДР Конго до Руанди, Уганди і західної Кенії.

## Поширення і екологія
Рудобокі сичики-горобці мешкають в Сьєрра-Леоне, Гвінеї, Ліберії, Кот-д'Івуарі, Гані, Камеруні, Габоні, Екваторіальній Гвінеї, Республіці Конго, Демократичній Республіці Конго, Центральноафриканській Республіці, Уганді, Руанді і Кенії. Вони живуть у вологих рівнинних і гірських тропічних лісах, на узліссях і галявинах, в рідколіссях і чагарникових заростях. Зустрічаються на висоті до 2150 м над рівнем моря. Ведуть переважно нічний і присмерковий спосіб життя, однак бувають активними і в хмарний день. Сплять в дуплах дерев. Живляться переважно комахами, зокрема жуками, богомолами, кониками, метеликами і тарганами, а також дрібними ссавцями і птахами. Гніздяться в покинутих дуплах дятлів або лібій.